# Sciara luculenta
Sciara luculenta är en tvåvingeart som beskrevs av Frederick Askew Skuse 1888. Sciara luculenta ingår i släktet Sciara och familjen sorgmyggor. Inga underarter finns listade i Catalogue of Life.